# Colias fieldii
Colias fieldii is een vlindersoort uit de familie van de Pieridae (witjes), onderfamilie Coliadinae.
Colias fieldii werd in 1855 beschreven door Ménétriés.